# Descarrilamento de trem em Harda
O descarrilamento de trem em Harda ocorreu em 4 de agosto de 2015, quando dois trens de passageiros - Kamayani Express e Janata Express - descarrilaram perto da estação ferroviária de Kurawan e bhringi, 20 quilômetros (12 milhas) a sudoeste de Harda, Madhya Pradesh.

## Acidente
O Kamayani Express, que seguia para Varanasi na linha de baixo, descarrilou quando as inundações repentinas (causadas pela tempestade ciclônica Komen) desalojaram um bueiro perto do rio Machak, causando desalinhamento da pista. O descarrilamento resultou na submersão de alguns vagões no rio enquanto alguns bloquearam a linha ascendente. O Janata Express descarrilou perto do mesmo local logo depois. Pelo menos 31 pessoas morreram e 100 ficaram feridas. Foi relatado que várias pessoas foram levadas pelo rio. Seis vagões do Kamayani Express e o motor mais os quatro vagões do Janata Express descarrilaram.
Um trem atravessou a ponte com segurança dez minutos antes do primeiro descarrilamento. O nível do rio estava anormalmente alto e inundações repentinas gradualmente lavaram o leito da pista, resultando em afundamento da pista. O motorista do Janata Express acionou os freios, mas não conseguiu impedir o descarrilamento do trem.

## Resgate
Equipes de resgate procuraram sobreviventes e corpos durante a noite. Mais de 300 pessoas foram resgatadas. As condições climáticas adversas atrasaram a chegada das equipes de resgate. Foi relatado que os residentes locais ajudaram inicialmente. Na manhã de 5 de agosto, os trens descarrilados foram removidos e os corpos das vítimas foram recuperados. Mais de 25 trens que viajam de Mumbai, Punjab, Uttar Pradesh e Madhya Pradesh foram parados ou desviados, principalmente para o vizinho Rajastão.

## Investigação
O comissário para a segurança ferroviária na zona ferroviária central abriu um inquérito sobre o acidente.